# RCW 38
RCW 38 (również Gum 22 oraz Kes 5) – obszar H II oraz mgławica emisyjna znajdująca się w konstelacji Żagla w odległości około 5500 lat świetlnych od Ziemi. Obszar ten zawiera 317 potwierdzonych, młodych gwiazd.
Ze względu na obecność dużych ilości pyłu nieprzeźroczystego dla światła widzialnego dokładna ilość gwiazd w centrum RCW 38 jest trudna do dokładnego ustalenia. Jednak według szacunków gromada gwiazd położona wewnątrz RCW 38 zawiera pomiędzy 1500 a 2400 gwiazd. Jedna trzecia spośród 317 znanych gwiazd gromady posiada charakterystyczne pasma promieniowania w podczerwieni wskazujące na możliwość występowania wokół nich dysków protoplanetarnych.

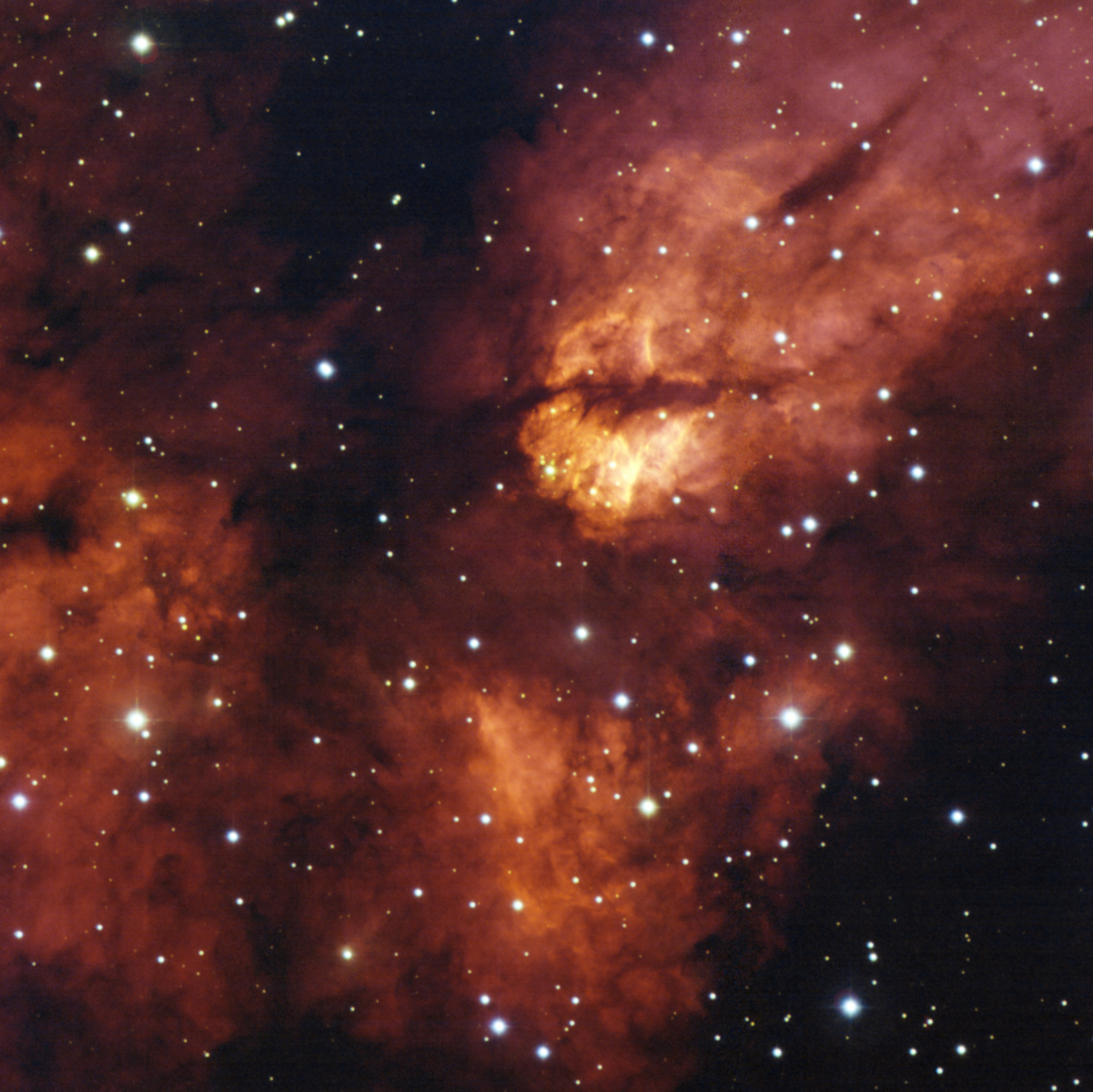
Centralny region RCW 38 (ESO)

W samym centrum gromady znajduje się para gorących, masywnych gwiazd należących do wczesnego typu O, których wiatr gwiazdowy oczyścił najbliższe sąsiedztwo z pyłu tworząc w ten sposób bąbel o promieniu 0,1 parseka. Bąbel ten zawiera 100 razy mniej pyłu niż znajduje się poza bąblem. Natomiast podgrzany gaz został wykryty w odległości aż do 2-3 parseków od centrum obszaru, co pokrywa się z lokalizacją gorącej plazmy emitującej promieniowanie rentgenowskie oraz równocześnie potwierdza wpływ gorących gwiazd typu O na przestrzeń znajdującą się poza zasięgiem bąbla. Na aktywną w dalszym ciągu działalność gwiazdotwórczą wskazują ślady zjonizowanego gazu i gorącego pyłu znajdujące się na granicy obu ośrodków.
Centrum gromady wewnątrz RCW 38 jest gęsto upakowane. W promieniu 1 parseka znajduje się 200 źródeł promieniowania rentgenowskiego oraz 400 źródeł promieniowania podczerwonego. Dwa główne źródła promieniowania gromady, z których pierwsze zostało oznaczone IRS 1, a drugie IRS 2 emitują odpowiednio w paśmie 10 oraz 2 mikrometrów. IRS 2 to gwiazda podwójna składająca się z gwiazd typu 05.5 znajdujących się w odległości 500 j.a. o jasności szacowanej na 0,7 miliona jasności Słońca. Na zdjęciach wykonanych przez Very Large Telescope widoczny jest jasny most łączący IRS 1 z IRS 2, który prawdopodobnie jest obszarem przejściowym pomiędzy bąblami wytworzonymi przez oba źródła promieniowania.